# Dendrelaphis striatus
Espèce
Synonymes
- Dendorophis pictus var. striata Cohn, 1905

Statut de conservation UICN

 LC  : Préoccupation mineure
Dendrelaphis striatus est une espèce de serpents de la famille des Colubridae.

## Répartition
Cette espèce se rencontre :
- sur l'île de Bornéo ;
- en Indonésie ;
- en Malaisie péninsulaire ;
- dans le sud de la Thaïlande.

## Description
Dendrelaphis striatus est un serpent arboricole diurne. Le plus grand spécimen analysé par Cohn mesurait 77 cm dont 25 cm pour la queue.

## Publication originale
- Cohn, 1906 "1905" : Schlangen aus Sumatra. Zoologischer Anzeiger, vol. 29, p. 540-548 (texte intégral).